# Karnataka benthamii
Karnataka benthamii är en växtart som är den enda arten i släktet Karnataka i familjen flockblommiga växter.
Arten är en geofyt som förekommer i Karnataka och Maharashtra i södra Indien. Den beskrevs först som Schulzia benthamii av Charles Baron Clarke 1879, och fick sitt nu gällande namn av Prasanta Kumar Mukherjee och Lincoln Constance 1986.